# 克努季
51°27′33″N 32°40′51″E / 51.45917°N 32.68083°E
克努季（烏克蘭語：Кнути），是烏克蘭北部的村莊，隸屬切爾尼希夫州的科留基夫卡區。該村始建於1600年，面積0.78平方公里，海拔高度116米，2001年人口277，人口密度每平方公里355.1人。